# Trafalgar (album d'Archimède)
 (février 2012).
Si vous disposez d'ouvrages ou d'articles de référence ou si vous connaissez des sites web de qualité traitant du thème abordé ici, merci de compléter l'article en donnant les références utiles à sa vérifiabilité et en les liant à la section « Notes et références ».
Albums de Archimède
Archimède
(2009) Arcadie
(2014)
Singles
Trafalgar est le deuxième album d'Archimède. Il est sorti en 2011 et est nommé aux Victoires de la musique 2012 dans la catégorie Album rock.

## Liste des titres
| No  | Titre                            | Durée |
| --- | -------------------------------- | ----- |
| 1.  | L'Intrus                         |       |
| 2.  | Le Bonheur                       |       |
| 3.  | Je Prends                        |       |
| 4.  | A Mes Dépens                     |       |
| 5.  | Les Petites Mains                |       |
| 6.  | On Aura Tout Essayé              |       |
| 7.  | Est-Ce Que C'Est Juste           |       |
| 8.  | Les Premiers Lundis De septembre |       |
| 9.  | Nos Vies D'Avant                 |       |
| 10. | Tout Fusionne                    |       |
| 11. | Bye Bye Bailleur                 |       |

## Formation
- Nicolas Boisnard : chant, trompette, tambourin
- Frédéric Boisnard : guitare, trompette, chant
- Guillaume Payen : deuxième guitare
- Thomas Cordé : basse
- Tess : batterie